# Bryan E. Dutton
Bryan E. Dutton ( 1968 ) es un botánico estadounidense, que ha realizado investigaciones sobre la flora de Galápagos.
En 1995, obtuvo su doctorado, por la Universidad de Maryland. Realiza actividades académicas en la Universidad de Oregón, sobre sistemática vegetal, filogenética, anatomía, biología computacional, y enseñanza de la biología en las escuelas medias.
- La abreviatura «B.E.Dutton» se emplea para indicar a Bryan E. Dutton como autoridad en la descripción y clasificación científica de los vegetales.[2]